# 換気 (医学)

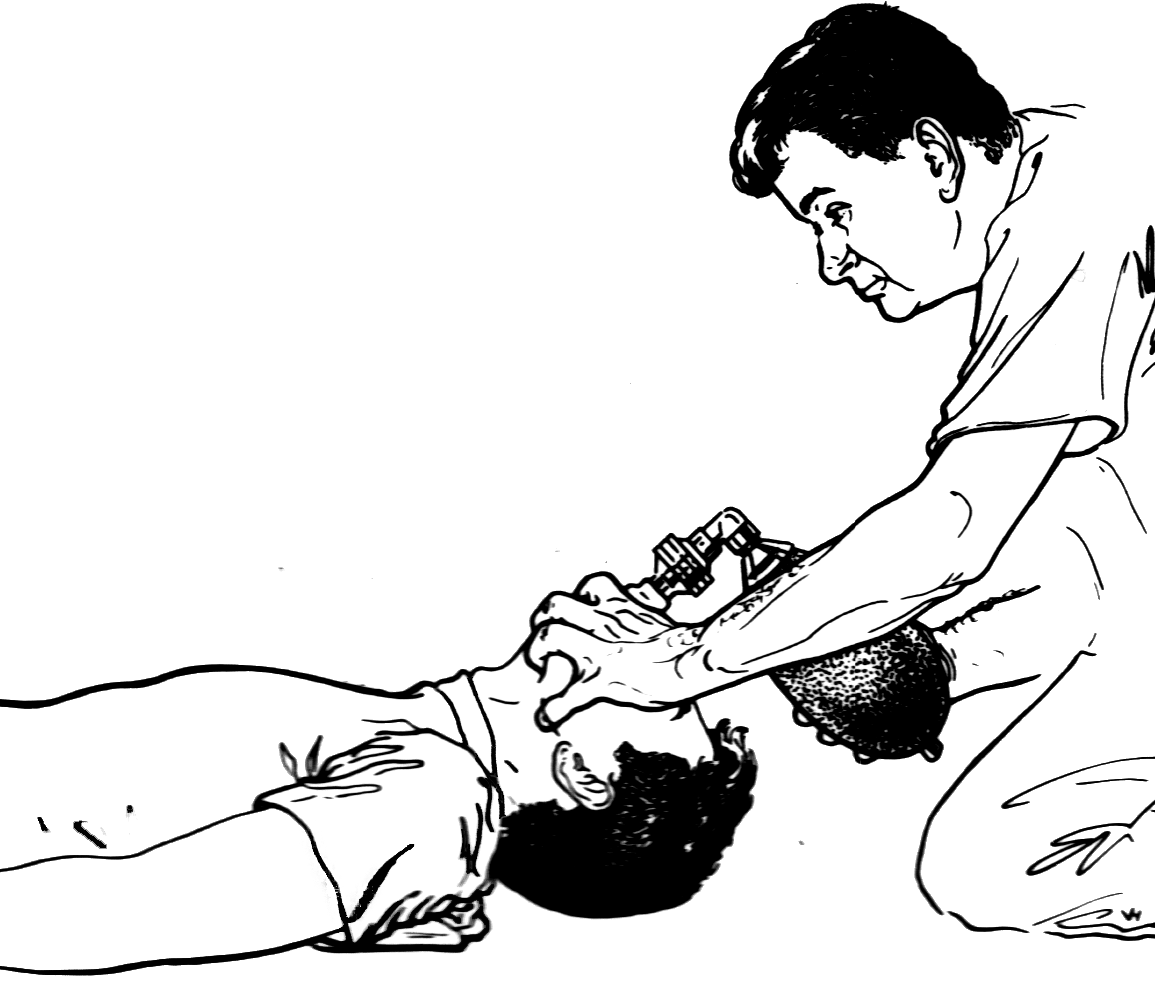
バッグバルブマスクによる呼吸停止患者に対する用手換気

換気（かんき、英: ventilation）とは、生理学ないしは医学における吸気と呼気による体外と肺の間の空気の移動を意味する。

## 解説

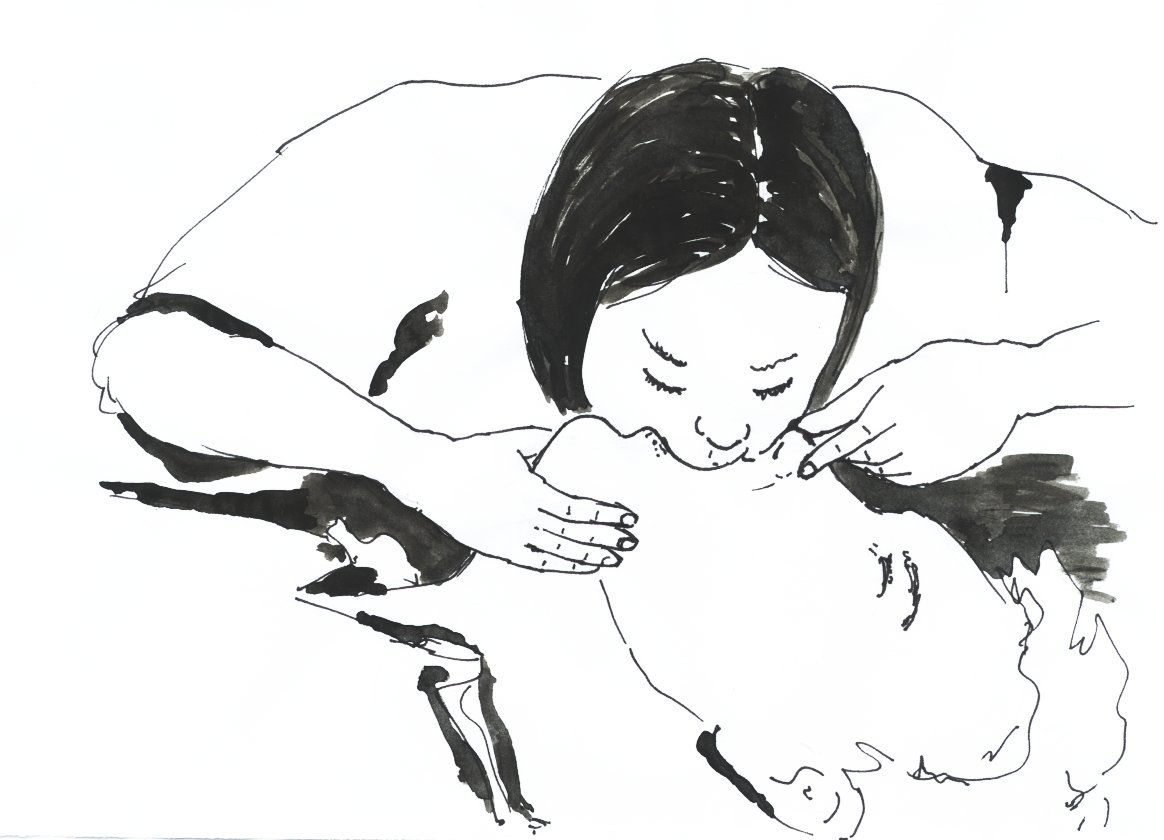
口対口人工呼吸

呼吸とほぼ同義であるが、医学用語として、サ変動詞として用いる場合、呼吸は自動詞（呼吸する、breathe）となるが、換気は他動詞（○○を換気する、ventilate）となる。
医学用語としての機械換気は人工呼吸器を用いた換気を意味するが、医学文献では単に換気でも人工呼吸を意味することもある。バッグバルブマスクなどを用いた、ヒトの手による換気は用手換気またはマスク換気と呼ばれ、人工呼吸器を用いない人工呼吸の一種である。
他にも人工呼吸器を用いない人工呼吸としては口対口人工呼吸（mouth-to-mouth resuscitation）がある。口対口人工呼吸は、親指と人差し指で患者の鼻をつまみ空気が漏れないようにしてから胸部が軽く膨らむことを確認し、約1秒かけて息を吹き込むことで換気する方法である(写真参照)。胸骨圧迫と人工呼吸の比は30：2である。

## 麻酔用酸素マスク

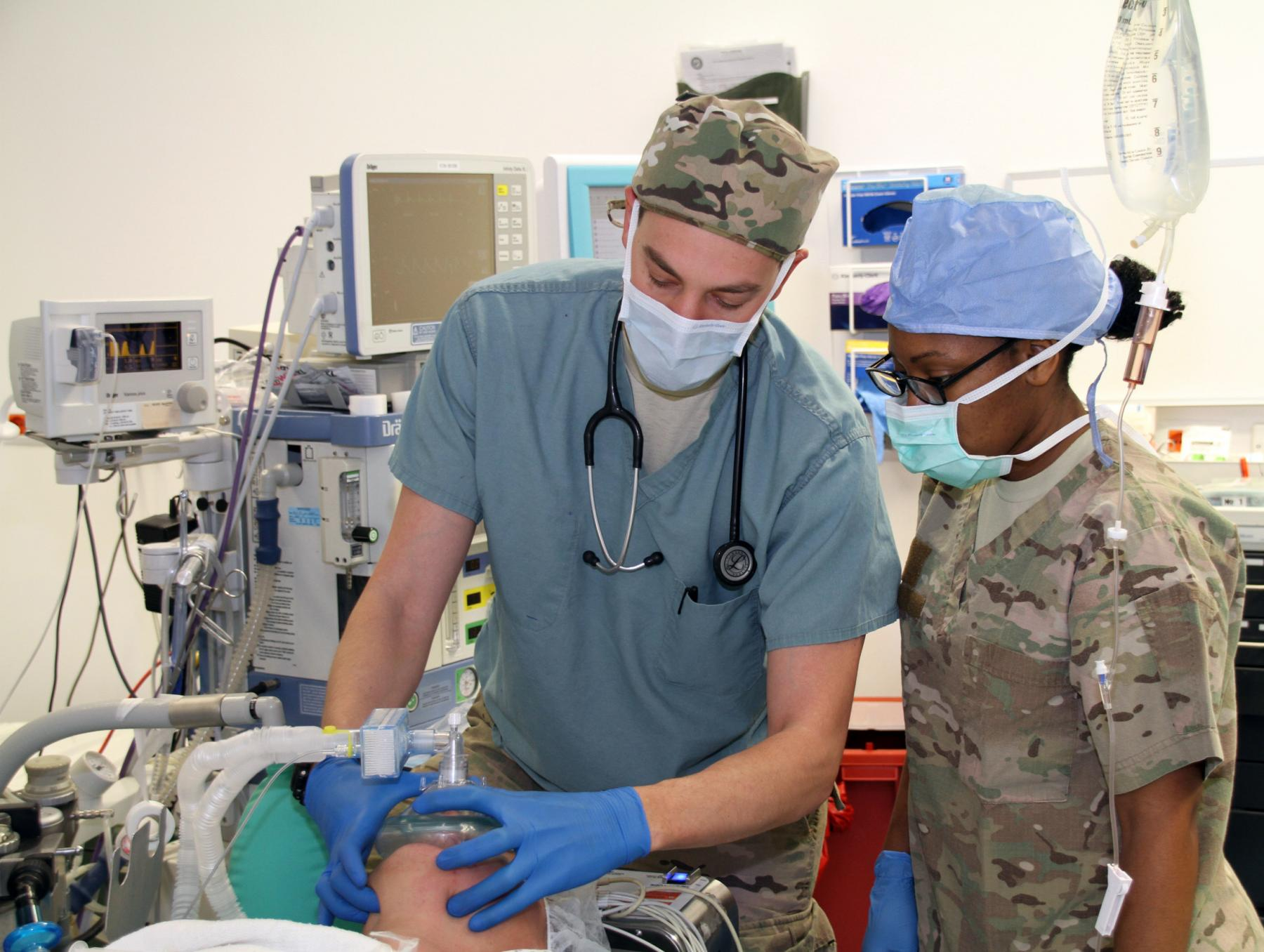
麻酔マスクを患者の顔に密着させている麻酔科医

用手換気は全身麻酔の導入時にも行われる。麻酔用マスクは、患者に麻酔ガスを吸入させるためのフェイスマスクである。2023年現在ではディスポーザブルのプラスチック製のマスクやホースが多く用いられている(写真参照)。マスクは口と鼻に装着するもので、ホースが二本繋がっている。1本のホースで吸入した麻酔ガスをマスクに送り、もう1本のホースで吐いた麻酔ガスを麻酔器に戻す。マスクを患者の顔に密着させるにはある程度の熟練を必要とする。